# Matchfixing
Matchfixing er et begreb inden for sport, hvor udfaldet af en sportsbegivenhed er aftalt på forhånd, eller er påvirket af andre interesser end rent sportslige. Formålet med matchfixing er typisk at opnå sportslig- eller økonomisk vinding.

## Matchfixing-hændelser
- Robert Hoyzer-sagen 2005: Den tyske 2. Bundesliga-dommer Robert Hoyzer blev i 2005 udelukket fra alt fodbold af Tysklands fodboldforbund efter det kom frem at han havde påvirket udfaldet af en række kampe i den tyske 2. Bundesliga og pokalturnering, samtidigt med at han havde forbindelser til organiseret kriminalitet i Kroatien. Han blev idømt 2 år og 5 måneders fængselstraf.[1]

- Skandalen i italiensk fodbold 2006 ("Calciopoli"). I maj 2006 afslørede det italienske politi en af de største matchfixingskandaler i italiensk fodbold. Storklubberne AC Milan, Fiorentina, Lazio samt mesterholdet Juventus FC havde fusket med udfaldet af kampe ved at påvirke valget af dommere til deres kampe. Resultatet blev at Juventus fik frataget det italienske mesterskab for sæsonerne 2004/05 og 2005/06, samtidigt blev klubben udelukket fra Champions League og tvangsnedrykket til Serie B. AC Milan blev fratrukket 30 point, men fik lov til at indtræde i 3. kvalifikationsrunde til Champions League. Fiorentina og Lazio blev udelukket fra at spille europæisk fodbold i sæsonen 2006/07 og fik desuden fratrukket point.[2]

- Fahad Al Mirdasi, dommer, VM 2018: Forud for slutrunderne på VM 2018 blev fodbolddommeren Fahad Al Mirdasi taget i matchfixing. SAFF (saudiarabisk fodboldforbund) anklagede Fahad Al Mirdasi for matchfixing efter en henvendelse fra en repræsentant fra det saudiarabiske hold, Al-Ittihad. Dommeren skulle have kontaktet repræsentanten før kampen mellem de to hold, Al-Ittihad og Al-Faisaly, og have tilbudt matchfixing. Fahad Al Mirdasi har nu livtidskarantæne for at dømme både nationale og internationale kampe. [3]